# 藤井寬子
藤井寬子（日语：／ Fujii Hiroko，1982年10月18日—），女，奈良縣生駒市出生，日本乒乓球运动员。畢業於四天王寺中学校、四天王寺高校及淑德大學，現隸屬於日本生命相互保険会社。
妹妹藤井優子也是乒乓球運動員。

## 生平
2010年11月，藤井代表日本出戰廣州亞運會，參加乒乓球比賽的女子雙打（夥拍：若宮三紗子）及團體項目，在女雙項目奪得銅牌。